# 2차 송환
2차 송환(The 2nd Repatriation)은 한국에서 제작된 김동원 감독의 2022년 다큐멘터리 영화이다. 김영식 등이 주연으로 출연하였다.

## 출연
- 김영식